# 花と果実
『花と果実』（はなとかじつ）は、石坂洋次郎の小説作品、およびそれを原作とする映画作品、テレビドラマ作品である。

## 概要
西伊豆から上京してきた女子大生・のぶ子の明るい学生生活と、その仲間・友人たちの成長過程と共に、浮気、親子の問題、学生結婚の問題、女同士の友情など様々な問題が絡む青春群像を描く。
ドラマ版では、のぶ子の下宿先の石谷家と中畑家を中心にして、一話完結形式で描いた。

## 映画版
1967年8月26日公開。製作・配給は日活。カラー、シネマスコープ、87分。

### キャスト
- 村上のぶ子：和泉雅子
- 村上兵三：有島一郎
- 村上富子：奈良岡朋子
- 村上順一：藤竜也
- 村上文子：阿部玲子
- 中畑五郎：杉良太郎
- 中畑勘三：大坂志郎
- 田川光子：小山明子
- 田川綾子：荒木道子
- 田川伸一：島田靖彦
- 長谷川夫佐子：山本陽子
- 長谷川英吉：高野誠二郎
- 長谷川たみ子：原恵子
- 長谷川英二：松山省二
- 大野みえ子：千波可奈子
- 早瀬みどり：瞳美沙
- 杉沢きく子：佐藤サト子
- 木村恵輔：園田健男
- 美容師：椿麻里
- モデル：山本リンダ
- 看護婦：清水千代子
- ウエイトレス：大谷木洋子
- 桜井（夫佐子の恋人）：黒木佑

### スタッフ
- 原作：石坂洋次郎
- 監督：森永健次郎
- 脚本：三木克巳
- 音楽：横内章次

### 同時上映
- ザ・スパイダースのゴーゴー向う見ず大作戦

## テレビドラマ版
1968年5月6日から同年10月7日まで日本テレビ系列で放送。日本テレビと日活の共同製作。全20話。放送時間は毎週月曜 20:00 - 20:56 （日本標準時）。

### キャスト
- 村上のぶ子：和泉雅子
- 中畑五郎：関口宏
- 山内賢
- 小橋玲子
- 大野えみ：青柳美枝子
- 和江：宗形智子
- 中原ひとみ
- 勝男（のぶ子の義兄）：山田吾一
- せき（和江の母）：浪花千栄子
- 木村克輔：河原崎建三
- 中畑麗子：横山道代
- 小高雄二

### スタッフ
- 原作：石坂洋次郎
- 脚本：生田直親
- 監督：鍛冶昇、丹野雄二、野村孝、武田靖、千野皓司、手銭弘喜
- 主題歌：ヴィレッジ・シンガーズ「花と果実」（作詞：万里村ゆき子 / 作曲：山本直純）

### 放送日程
| 話数 | 放送日        | サブタイトル       | 監督     | ゲスト                     |
| ---- | ------------- | ------------------ | -------- | -------------------------- |
| 1    | 1968年 5月6日 | 幻を追う娘たち     | 野村孝   |                            |
| 2    | 5月13日       | 若い実の熟する頃   | 野村孝   |                            |
| 3    | 5月20日       | 月見草匂う夜       | 武田靖   |                            |
| 4    | 5月27日       | 愛は谷間にも流れる |          |                            |
| 5    | 6月3日        | 愛の充つる時       | 鍛冶昇   |                            |
| 6    | 6月10日       | 風騒ぐ季節         | 鍛冶昇   | 山田真二、小山明子         |
| 7    | 6月24日       | 夏が近づけば       | 鍛冶昇   | 太田雅子                   |
| 8    | 7月1日        | 噂の二人           | 千野皓司 | 太田雅子                   |
| 9    | 7月8日        | 小さな愛の物語     | 千野皓司 |                            |
| 10   | 7月15日       | 海にかける虹       |          |                            |
| 11   | 7月22日       | 隣に咲く花         | 手銭弘喜 | 大下哲矢、亀井光代         |
| 12   | 7月29日       | 青空にさよなら     | 手銭弘喜 | 松山省二、中田喜子、楠田薫 |
| 13   | 8月5日        | 花はなないろ       | 手銭弘喜 | 藤野節子、佐竹明夫、新克利 |
| 14   | 8月12日       | 揺れる花びら       | 丹野雄二 | 藤野節子、佐竹明夫、新克利 |
| 15   | 8月26日       | 雨ふる夜の歌       | 丹野雄二 | ヴィレッジ・シンガーズ     |
| 16   | 9月2日        | 別れ道の風         | 鍛冶昇   |                            |
| 17   | 9月9日        | 嵐の庭             | 手銭弘喜 |                            |
| 18   | 9月23日       | 遥かな雲           | 手銭弘喜 |                            |
| 19   | 9月30日       | 霧の中の乙女       | 手銭弘喜 |                            |
| 20   | 10月7日       | 秋の実の熟する頃   | 手銭弘喜 |                            |

| 日本テレビ系列 月曜20:00枠                        | 日本テレビ系列 月曜20:00枠                | 日本テレビ系列 月曜20:00枠                     |
| 前番組                                            | 番組名                                    | 次番組                                         |
| ------------------------------------------------- | ----------------------------------------- | ---------------------------------------------- |
| ある日わたしは （1967年10月23日 - 1968年4月29日） | 花と果実 （1968年5月6日 - 1968年10月7日） | 若い川の流れ （1968年10月14日 - 1969年2月3日） |

### 後日談
関口宏が出演した1987年7月12日放送の『テレビ探偵団』（TBS）において、本作のオープニングと第6話「風騒ぐ季節」の一場面が放送された。またオープニングの冒頭では、本作放送当時の日本テレビが採用していた「カラーマーク」（三原色で構成された「C」の文字に「鳥」と「カラー」の文字で構成）が映る場面も放送された。